# Thomas Gansch

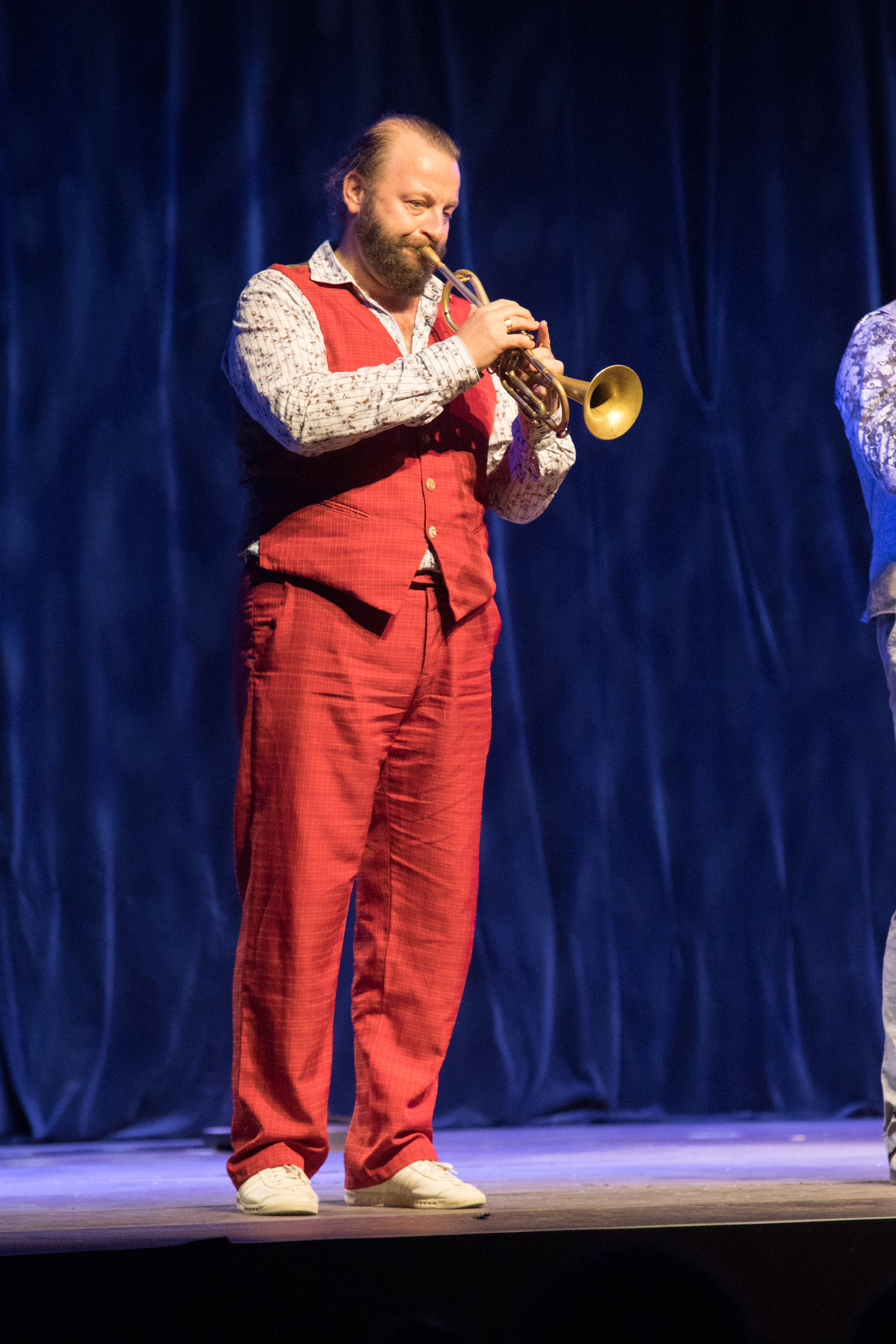
Thomas Gansch, 2022

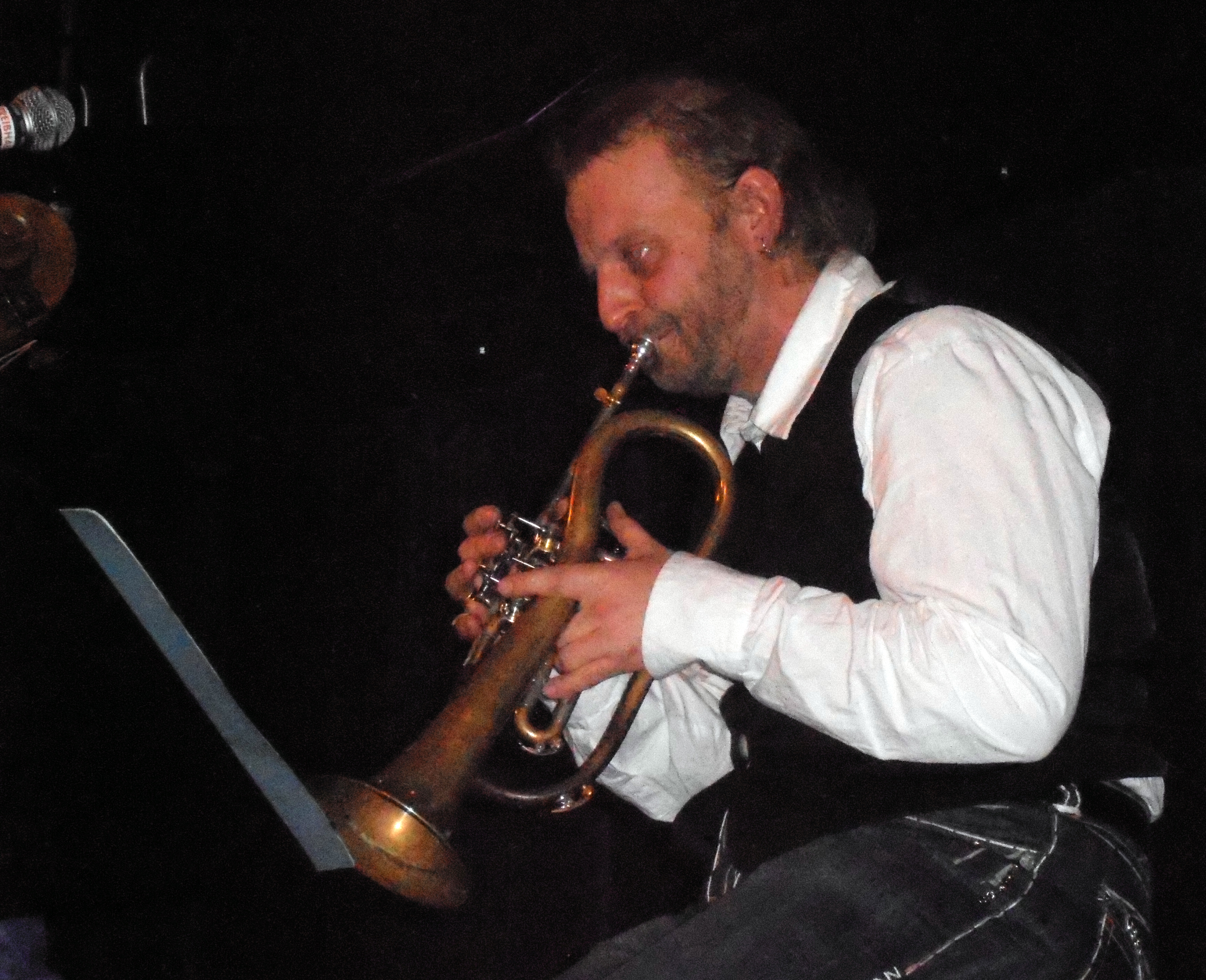
Thomas Gansch, 2012

Thomas Gansch (* 31. Dezember 1975 in St. Pölten) ist ein österreichischer Trompeter und Komponist.

## Leben
Gansch wuchs in Melk als jüngstes Kind einer Musikerfamilie auf. Sein Vater, Johann Gansch, war Blasmusik-Kapellmeister und Komponist, der Bruder Hans Gansch war bis 2014 Professor für Trompete am Salzburger Mozarteum. Bereits im Alter von 15 Jahren begann er sein Studium an der Musikhochschule in Wien. In dieser Zeit bildete sich das Blasmusik-Ensemble Mnozil Brass, als dessen musikalischer Leiter und Moderator er international in Erscheinung tritt.
1999 wurde Gansch von Mathias Rüegg in das Vienna Art Orchestra (VAO) aufgenommen. Gemeinsam mit weiteren Mitgliedern des VAO gründete Gansch seine erste eigene Band Gansch & Roses, für die er Kompositionen und Arrangements schuf. 2001 und 2002 war Gansch & Roses immer wieder als Stageband des Wiener Jazzlokals Porgy & Bess auf der Bühne. Ab 2013 gastierte er in der Vorweihnachtszeit eine Woche im Wiener Jazzland mit Spitzenmusikern seiner Wahl: u. a. mit Oliver Kent, Mario Gonzi, Florian Trübsbach, Leonhard Paul, Stephan Zimmermann, Matthieu Michel, Johannes Herrlich, Herwig Gradischnig, Roman Schwaller, Andreas Scherer, Paulo Cardoso, Alex Deutsch, Michael Hornek und Gary Smulyan.
Neben seiner Mitwirkung in Jazz- und Blasmusik-Gruppen tritt Gansch auch als Sänger von Wienerliedern und Schlagern auf.
Mit zwei Mitgliedern von Mnozil Brass, dem Tubisten Albert Wieder und dem Posaunisten Leonhard Paul, bildet er das Trio Wieder, Gansch & Paul, das 2020 für den Amadeus Austrian Music Award in der Kategorie Jazz/World/Blues nominiert wurde.
Gansch unterrichtet an der Privatuniversität Jam Music Lab im Gasometer B in Wien.
Thomas Gansch ist mit Theresia Gansch verheiratet und hat vier Kinder.

### Gansch-Musikinstrumente
Im Jahr 2012 entwickelte Gansch in Zusammenarbeit mit dem österreichischen Musikhaus Schagerl eine auf Ganschs Spielweise angepasste Trompete, das „Ganschhorn“. In den Folgejahren wurden noch zwei Flügelhörner mit Gansch entwickelt („Killer Queen“ und „Killer King“). All diese Instrumente zeichnen sich durch das gebogene Schallstück und die TARV-Bauweise aus, bei der Drehventile verbaut sind, die jedoch wie Périnet-Ventile von oben bedient werden.

## Auszeichnungen
- 2002: Hans-Koller-Preis in der Sparte Newcomer des Jahres[9]
- 2023: NÖN-Leopold in der Kategorie Kultur[10]